# Edson Ferrarini
Edson Ferrarini (São Paulo, 12 de janeiro de 1936) é advogado, psicólogo, político e Coronel (da reserva) da Polícia Militar do Estado de São Paulo.
O Coronel Ferrarini, como é mais conhecido, é também deputado estadual desde 1986, além de psicólogo clínico, com especialização em dependência de álcool e drogas. É autor de vários livros, entre eles: Nossos filhos longe das drogas e do álcool, que é um livro para crianças, na linha de prevenção e Ser Feliz - o grande momento. 
Há mais de 40 anos manteve um centro de recuperação voltado à recuperação de dependentes de álcool e drogas e orientação familiar. 